# 中華民國海軍陸戰隊防空警衛群
海軍陸戰隊防空警衛群（英語：ROCMC Air Defense & Base Guard Group），為中華民國海軍陸戰隊轄下的群級單位，負責中華民國海軍各海軍基地之警衛勤務，故本單位代號鐵衛部隊。前身為海軍陸戰隊警衛總隊、海軍陸戰隊陸戰七七旅，七七這個番號是用以紀念海軍陸戰隊陸戰第七十七師。而海軍陸戰隊防空警衛群所使用的防空武器就是最有名的FIM-92刺針便攜式防空飛彈。

## 沿革
1949年，中華民國國軍於上海吳淞口成立海軍陸戰隊陸戰第二師第四團，後赴臺灣，重新整編為海軍總司令部警衛團。1952年，海軍總部警衛團改組整編為海軍陸戰隊警衛總隊。1961年3月1日，成立警衛第一營。1964年11月10日，成立警衛第二營，除負責海軍基地警衛任務外，並協助分擔東沙、南沙守備任務。
1999年7月1日，中華民國國防部實施精實案生效，原66師654團團部連、312營、313營、314營、警衛103營、104營、656砲兵團318營改編為基地警衛旅，隸屬陸戰隊指揮部。同年10月，660砲兵團420營移編警衛旅，成立砲兵營。
2005年7月1日，精進案生效，基地警衛旅改番號為陸戰七七旅，並裁撤砲兵營；防空砲兵營支援連縮編為支援排。
2011年7月1日，精粹案生效，改編中華民國憲兵的2個營級單位，番號改為海軍警衛憲兵一、二營。
2013年11月2日，根據精粹案，陸戰七七旅裁撤，改編為防空警衛群。

## 編制
- 參謀群
- 群支援排Group Support PLT（駐高雄左營）
- 基地警衛第一營1st Base Guard BN（營支援排＋警衛連MC Guard Company×3 第一連駐高雄左營、第二連駐高雄壽山、第三連駐澎湖馬公）（由憲兵指揮部撥入，接受海軍陸戰隊管制）
- 基地警衛第二營2nd Base Guard BN（營支援排＋警衛連MC Guard Company×3 第四連駐基隆、第五連駐臺北大直、第六連駐宜蘭蘇澳）（由憲兵指揮部撥入，接受海軍陸戰隊管制）
- 防空營Air Defense Artillery BN（營支援排＋防空連ADA Battery×4 各連分散駐防第一連駐高雄左營、第二連駐高雄壽山、第三連駐基隆、第四連駐宜蘭蘇澳）
- 戒護一營

## 歷任旅長、群指揮官

### 陸戰七七旅時期
- 王亞洲少將 海官66年
- 鄭世才少將
- 吳添福少將
- 桂瑞華少將 海官68年
- 王建發少將
- 潘進隆少將 陸官69年
- 張北海少將 陸官72年
- 張建群少將

### 防空警衛群時期
- 彭正午上校
- 鍾香鑽上校
- 朱勉銘上校
- 張秀智上校
- 賴修華上校
- 郭志文上校
- 林品輝上校